# Biblioteca Francesc Ferrer i Guàrdia (Caldes de Malavella)
La Biblioteca Francesc Ferrer i Guàrdia és una biblioteca pública situada al nucli urbà del municipi de Caldes de Malavella (Selva), just al costat de la casa de la Vila. La biblioteca fou inaugurada el 13 de febrer de 1992 i el seu nom ret homenatge al pedagog català Francesc Ferrer i Guàrdia. La biblioteca és de titularitat municipal i forma part del Sistema de Lectura Pública de Catalunya. L'edifici que l'alberga forma part de l'Inventari del Patrimoni Arquitectònic de Catalunya.

## Edifici
És un edifici noucentista de planta rectangular amb cos principal i cos posterior més llarg. Està compost per soterrani, planta baixa i un altell (on s'hi ubica l'arxiu municipal). Té una paret mitgera i tres façanes. Teulat a quatre vessants en el cos principal i en el posterior a dos vessants (perpendicular al pla de façana).
A la façana que dona al carrer de la llibertat hi ha una porta llindada i a sobre una finestra rectangular apaïsada. A l'esquerra de la porta una obertura senzilla i al costat dret, quatre obertures dobles (totes elles llindades). Els cossos laterals estan completats per una cadena de pedra contenint una finestra rectangular allindanada i ampit idèntiques a les del cos central. La façana lateral que dona al jardí interior té una porxada a quatre llums de maó vis. Sòcol de pedra amb motllura afaixada. Hi ha dos escuts a la façana principal i a la façana lateral dreta.
La construcció, de l'any 1920, va ser promoguda per Narcís Pla i Deniel, que en va fer donació al poble de Caldes. Respon a les necessitats pedagògiques d'aquell moment (renovació pedagògica), per altra part generalitzades a tot Catalunya. D'aquesta època daten gran nombre d'escoles promogudes per la Mancomunitat i Ajuntaments. L'edifici, malgrat la seva senzillesa i petitesa, per la seva estructura i distribució interior, està molt proper a les normes pedagògiques en voga en aquells moments.
L'arquitecte va ser Isidre Bosch, i el constructor era del poble: Ramon Vinyals i Guitart. L'edifici es va destinar a escola de nens, mentre que per a les nenes s'adequava el primer pis de l'antic ajuntament paral·lelament. L'any 1927, les tasques educatives i de gestió es van confiar al pedagog Francesc Font i Baró. Posteriorment, les dues aules de l'escola van quedar petites per acollir tots els nens de Caldes i van haver de traslladar l'escola pública als afores, al Col·legi Sant Esteve (1957)

## Activitats
L'estiu del 2008 s'habiliten els Jardins d'en Pere Vidal en el pati exterior annex a la biblioteca com espai de concerts i activitats a l'aire lliure. El nom prové d'un personatge de l'escriptor Joaquim Carbó, vinculat a Caldes de Malavella, i ha acollit grups i solistes rellevants com El chico de la espina en el costado, Pau Vallvé, Miqui Puig, Maria Coma, Maria Rodés, Joan Colomo o élena
El 18 de febrer de 2011, la Biblioteca de Caldes de Malavella va ser la seu de la primera Vinoteca, activitat de maridatge entre la literatura i el vi, en un projecte creat per l'escriptor Miquel Martín i el Servei de Biblioteques de la Diputació de Girona.
També destaca la col·laboració amb l'Àrea de Turisme amb l'activitat transversal El gust de la paraula, des del 2012

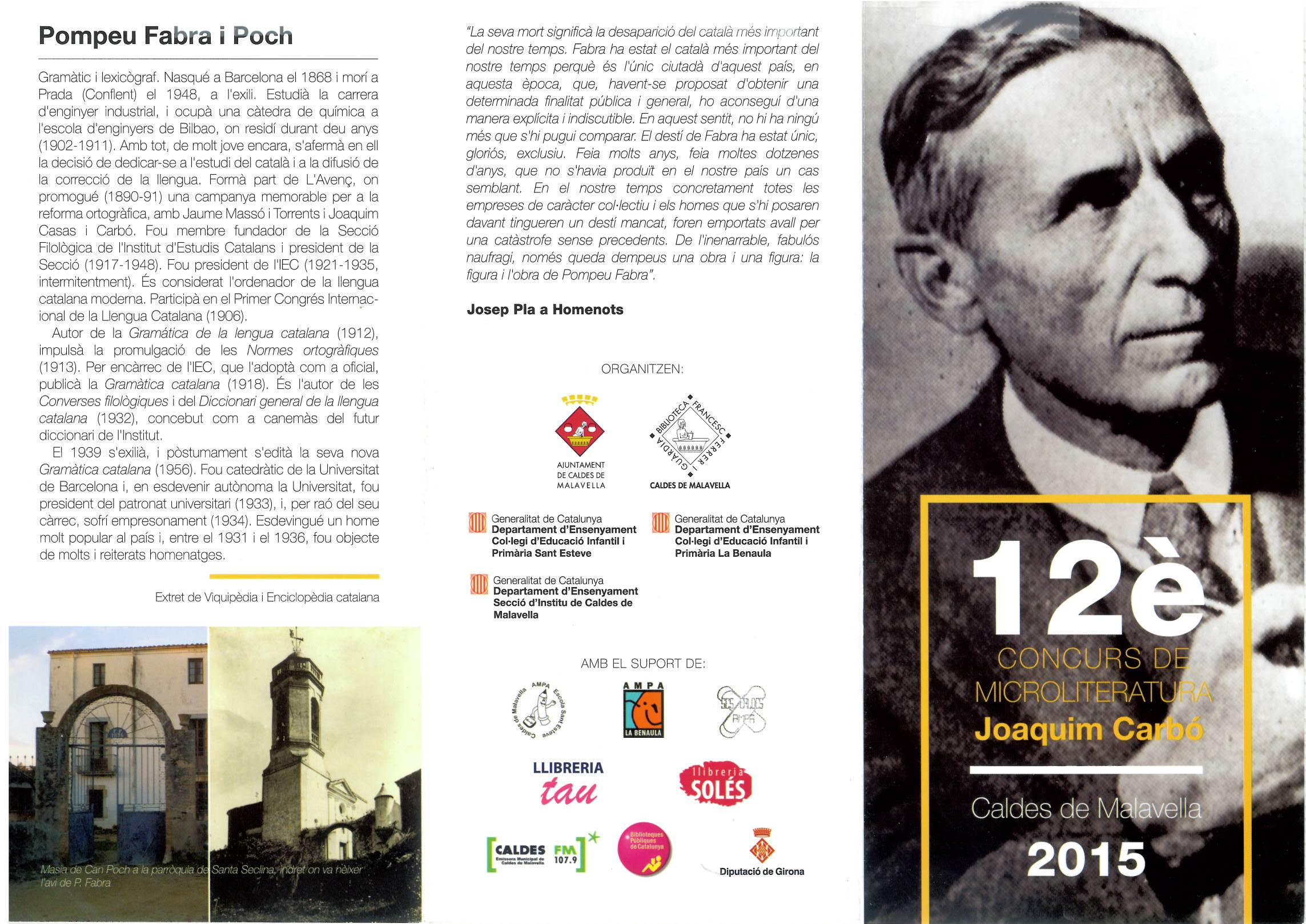
Tríptic de la 12a edició

El Premi de Microliteratura Joaquim Carbó és un premi literari en llengua catalana convocat per la Biblioteca Francesc Ferrer i Guàrdia i l'Àrea de Cultura de l'Ajuntament de Caldes de Malavella.